# 两当郡
两当郡，中国南北朝时设置的郡。
西魏置两当郡，隶属于鳳州，治所在两当县（今甘肃两当县东三十五里杨家店）。辖境相当今甘肃省两当县、陕西省凤县。下辖两当县、梁泉县（今陕西省宝鸡市凤县凤州乡凤州村）、广乡县。凤州的治所就是两当郡的梁泉县。隋文帝开皇三年（583年）废两当郡，两当县、梁泉县、广乡县直属鳳州。